# Ria Vandervis
Pour les articles homonymes, voir Ria et Vandervis.
Ria Vandervis est une actrice néo-zélandaise née le 5 juillet 1984 à Dunedin.

## Biographie
Ria Vandervis est surtout connue pour avoir joué le rôle de Miratrix dans la série Power Rangers Operation Overdrive, ainsi que le rôle de Harper McCaskill / Whitley (en) dans la série Shortland Street,.

## Filmographie
- 2007 : The Devil Dared Me To' : Cindy Cockburn
- 2007 : Power Rangers : Opération Overdrive (série télévisée) : Miratrix (24 épisodes)
- 2009 : Underbelly (série télévisée) : Kay Reynolds (4 épisodes)
- 2009 : The Cut (mini-série) : Vanessa Stewart (4 épisodes)
- 2009 : Rescue Special Ops (série télévisée) : Jasmine
- 2009 : Packed to the Rafters (série télévisée) : Layla Soubrani (7 épisodes)
- 2010 : Cops LAC (série télévisée) : Roxanne Perez (13 épisodes)
- 2013 : Harry (série télévisée) : Christie Mills (6 épisodes)
- 2013-2019 : Shortland Street (série télévisée) : Harper Whitley (311 épisodes)